# Еленка (Дятловский район)
Е́ленка (бел. Еленка) — деревня в Даниловичском сельсовете Дятловского района Гродненской области Республики Беларусь. По переписи населения 2009 года в Еленке проживало 47 человек.

## Этимология
Название деревни образовано от корня «ель».

## История
На начало XX века Еленка — деревня в Кошелёвской волости Новогрудского уезда Минской губернии (37 дворов, 203 жителя).
В 1921—1939 годах Еленка находилась в составе межвоенной Польской Республики. В 1923 году Еленка — деревня в Кошелёвской гмине Новогрудского повята. В Еленке было 39 дворов, проживал 231 человек. В сентябре 1939 года Еленка вошла в состав БССР.
В 1996 году Еленка входила в состав колхоза «Гвардия». В деревне насчитывалось 44 хозяйства, проживало 79 человек.